# 飯田延太郎
飯田 延太郎（いいだ のぶたろう、1875年（明治8年）2月13日 - 1938年（昭和13年）11月3日）は、明治・大正期の日本の海軍軍人。海軍中将。徳島県出身。

## 経歴
明治30年（1897年）10月、海軍兵学校24期を4位で卒業。同期には山本英輔・大角岑生両大将がいる。成績優秀だが大雑把な性格で、のちに呉入港時、筆の産地として名高い熊野町に山本と立ち寄った際、熱心に筆作りの工程をメモする山本に痺れを切らし、「お前は筆屋になるつもりか」とからかって退屈を紛らわしたエピソードが知られている。
32年（1899年）に中尉へ昇進するまで、戦艦「鎮遠」・海防艦「大和」・巡洋艦「橋立」・同「常磐」を乗り回った。昇進直後にはドイツへ出張し、フルカンに発注していた巡洋艦「八雲」に乗組んで帰国した。
33年（1900年）9月、駆逐艦「電」に乗り組み、水雷屋の第一歩を踏み出す。34年（1901年）4月から1年間、砲艦「大島」の航海長を務め、その間に大尉へ昇進している。巡洋艦「高砂」分隊長を経て、35年（1902年）3月から駆逐艦「朝潮」に乗り変わる。
明治36年（1903年）1月、対馬の最前線基地竹敷要港部に派遣され、日露戦争前半をともに過ごす水雷艇「真鶴」の艇長に納まる。この頃から酒豪として知られるようになり、「延太郎」をもじった「呑み太郎」の通称が生まれつつあった。12月に連合艦隊が編成され、「真鶴」が属する第14水雷艇隊は第2艦隊に属した。この艦隊に属した駆逐艦・水雷艇を総括する鈴木貫太郎中佐は、「真鶴」艇上で泥酔してよろめく飯田を一瞥して唖然としたと言われる。
日本海海戦を目前とした38年（1905年）4月、飯田は鈴木が統率する駆逐艦「朝霧」艦長に横滑りする。鈴木の不信感は、度重なる戦闘の間に解消していた。飯田が操る「朝霧」は、日本海海戦の最中に夜間雷撃を挑み、「シソイ・ウェーリキー」と「ナワリン」の撃沈に貢献した。戦後、海軍大学校乙種に進学したため、1年近く現場を離れる。39年（1906年）9月、学生の間に少佐へ昇進。
卒業後の40年（1907年）12月、舞鶴水雷団の第21艇隊司令に就任。翌41年（1908年）4月には上海常駐の南清艦隊参謀に転出するが、7月に帰国して海軍水雷学校教官に収まる。と同時に、水雷学校所属の練習艇隊司令を兼任し、日清戦争時の鈴木や日露戦争時の飯田に憧れた水雷屋の実習を統率した。43年（1910年）12月に海軍大学校教官に移り、翌年12月に中佐へ昇進。
3年間の海大教官生活を終え、大正2年（1913年）12月、「神風」「初霜」「如月」「響」で組んだ第二駆逐隊司令として久々に海上へ出る。1年半後に再び水雷学校教官に戻る。飯田の教官時代に太平洋戦争時の司令・艦長・司令官クラスが普通科学生として水雷校で研鑽している。また高等科には後に中将となる清水光美や細萱戊子郎も学んでいた。大正5年（1916年）2月に教壇を降りて海軍教育本部員となる。その4月に大佐へ昇進。7月から1年間イギリスへ留学し、1917年10月、地中海に派遣されていた第二特務艦隊所属の「松」に便乗し、帰国した。
帰国後、7年（1918年）4月に戦艦「薩摩」で初めて艦長となる。「薩摩」艦長は代々水雷屋が務めてきたもので、飯田も有能な水雷指揮官として認められた。但し、相変わらず大酒呑みは衰えず、「呑み太郎」に加えて「エンタル・パシャ」の渾名も生まれた。酒豪の革命家ケマル・パシャになぞらえるため、本名の延太郎を音読みした「えんたろう」を当てはめたものである。「酒さえあれば上機嫌」と評され、洋上でも酒を手放さなかったが、決して酒に任せて粗暴になることはなく、むしろ平然と大酒を飲み干すうわばみタイプであった。「薩摩」を2ヶ月で降り、巡洋艦「筑摩」を1ヶ月、「吾妻」を1年、戦艦「敷島」を3ヶ月乗り回した。
8年（1919年）11月、「長門」艤装員長に任ぜられ、竣工と共に初代艦長となる。この頃、娘と古村啓蔵（のち少将）との縁談が持ち上がる。一人娘だったために子煩悩振りは有名で、娘を転校させないよう単身赴任を貫いていたほどである。横須賀の料亭「小松」の女将に古村の身辺を詰問し、「あなたに詮索する資格がありますか」とやり込められたこともある。古村と娘の結婚披露宴は、慣例だった水交社ではなく、大枚をはたいて帝国ホテルで行わせた。10年（1921年）12月に少将へ昇進し、軍令部第1班に栄転する。
11年（1922年）8月に佐世保防備隊司令、12月に第2水雷戦隊司令官、13年（1914年）12月に海軍水雷学校長と、水雷関係の要職を歴任。14年（1925年）8月、馬公要港部司令官となった。12月、中将へ昇進。
昭和3年（1928年）5月、舞鶴要港部司令官に転任、12月には佐世保鎮守府司令長官に転任。4年（1929年）11月に最後の任地となる第2艦隊司令長官に着任する。相棒の連合艦隊司令長官は同期の山本英輔で、1年間の任期を問題なく勤め上げた。
6年（1931年）3月に予備役編入を受けて海軍を去り、昭和13年（1938年）11月3日、64歳で没した。

## 栄典
位階
- 1901年（明治34年）12月17日 - 正七位[1]
- 1906年（明治39年）11月30日 - 従六位[2]
- 1911年（明治44年）12月20日 - 正六位[3]
- 1916年（大正5年）5月1日 - 従五位[4]
- 1921年（大正10年）5月30日 - 正五位[5]
- 1925年（大正14年）12月28日 - 従四位[6][7]
- 1929年（昭和4年）1月15日 - 正四位[6]
- 1931年（昭和6年）4月15日 - 従三位[6][8]

勲章等
- 1904年（明治37年）11月29日 - 勲六等瑞宝章[9]
- 1906年（明治39年）4月1日 - 功四級金鵄勲章・勲五等双光旭日章[6]・明治三十七八年従軍記章[10]
- 1915年（大正4年）11月7日 - 勲三等旭日中綬章・大正三四年従軍記章[6]
- 1920年（大正9年）11月1日 - 大正三年乃至九年戦役従軍記章[11]
- 1920年（大正9年）11月1日 - 戦捷記章[12]
- 1921年（大正10年）7月1日 - 第一回国勢調査記念章[13]
- 1923年（大正12年）12月25日 - 勲二等瑞宝章[6][14]
- 1928年（昭和3年）11月10日 - 大礼記念章（昭和）[6]